# Bay Minette
La ville de Bay Minette est le siège du comté de Baldwin, dans l'État  de l'Alabama,  aux États-Unis.
Lors du recensement de 2000, sa population était de 7 820 habitants. La ville est le centre d'une aire urbaine d'approximativement 50 000 habitants.

## Histoire
Dans les premiers jours du comté de Baldwin, la ville de McIntosh Bluff (aujourd'hui dans le comté de Mobile (Alabama) à l'ouest du comté de Baldwin), sur les rives de la rivière Tombigbee, était le siège du comté. Après avoir été transféré à la ville de Blakeley en 1810, le siège fut ensuite déplacé dans la ville de Daphne en 1868. En 1900, par un acte de la Législature de l'Alabama, le siège du comté fut autorisé à s'installer à Bay Minette, malgré l’opposition de la ville de Daphne à cette relocalisation. Les citoyens de Bay Minette déplacèrent les registres depuis Daphne pendant la nuit et les déposèrent à Bay Minette — où le siège du comté de Baldwin resta.

## Géographie
Selon le Bureau du recensement des États-Unis, la ville a une superficie totale de 20,8 km2, dont 0,1 km2 d'eau, soit 0,5 % du total.

### Climat
| Mois                                  | jan.            | fév.             | mars            | avril           | mai             | juin            | jui.            | août           | sep.            | oct.            | nov.            | déc.             | année |
| ------------------------------------- | --------------- | ---------------- | --------------- | --------------- | --------------- | --------------- | --------------- | -------------- | --------------- | --------------- | --------------- | ---------------- | ----- |
| Température minimale moyenne (°C)     | 3,3             | 4,4              | 8,3             | 12,2            | 16,7            | 20              | 21,7            | 21,7           | 18,9            | 13,3            | 8,3             | 4,4              | 13    |
| Température moyenne (°C)              | 8,9             | 11,1             | 14,4            | 18,3            | 22,2            | 25,6            | 26,7            | 26,7           | 24,4            | 18,9            | 14,4            | 10,6             | 18,5  |
| Température maximale moyenne (°C)     | 15              | 17,2             | 21,1            | 24,4            | 28,3            | 31,1            | 31,7            | 31,7           | 29,4            | 25              | 20              | 16,1             | 24,3  |
| Record de froid (°C) date du record   | −16,7 21/011985 | −12,2 03/02/1951 | −8,9 03/03/1980 | −2,2 04/04/1987 | 5,6 07/05/1992  | 10,6 01/06/1984 | 6,1 04/07/1964  | 13,3 14/082004 | 5 29/09/1967    | −0,6 31/10/1993 | −7,2 25/11/1950 | −13,9 24/12/1989 | −16,7 |
| Record de chaleur (°C) date du record | 29,4 11/01/1949 | 28,9 27/02/1962  | 31,1 15/03/1967 | 33,9 22/04/1987 | 37,8 31/05/1951 | 40,6 14/06/1963 | 39,4 14/07/1980 | 40 12/08/2007  | 38,9 10/09/1954 | 35,6 05/10/1954 | 30 04/11/1973   | 27,8 02/12/1982  | 40,6  |
| Précipitations (mm)                   | 158             | 130              | 168,1           | 121,2           | 150,4           | 142,7           | 210,1           | 152,4          | 146,3           | 78,2            | 131,6           | 129              | 1 718 |

## Population et société

### Démographie
D'après le recensement de 2000, il y avait 7 820 personnes, réparties en 2 950 ménages et 1 911 familles. La densité de population était de 977,6 hab./km2. Le tissu racial de la ville étaient de 64,3 % de Blancs, 33,5 % d'Afro-américains, 0,6 % d'Amérindiens, 0,4 % d'Asiatiques, 0,01 % d'Océaniens, 0,4 % d'autres races, et 0,7 % de deux races ou plus. 1 % de la population était hispanique ou latino. 
Il y avait 2 739 ménages dont 34,4 % avaient des enfants de moins de 18 ans, 47,4 % étaient des couples mariés, 18,7 % étaient constitués d'une femme seule, et 30,2 % n'étaient pas des familles. 27,3 % des ménages étaient composés d'un seul individu, et 12 % d'une personne de plus de 65 ans ou plus. Les tailles moyennes d'un ménage et d'une famille sont respectivement de 2,56 personnes et 3,11 personnes.
La répartition de la population par tranche d'âge est comme suit : 25,7 % en dessous de 18 ans, 13,4 % de 18 à 24, 26,7 % de 25 à 44, 19,8 % de 45 à 64, et 14,4 % au-dessus de 65 ans. L'âge moyen est de 33,4 ans.
Le revenu moyen d'un ménage dans la ville est de 27 226 dollars, et le revenu moyen d'une famille est de 34 605 dollars.
| 1910 | 1920  | 1930  | 1940  | 1950  | 1960  | 1970  | 1980  |
| ---- | ----- | ----- | ----- | ----- | ----- | ----- | ----- |
| 749  | 1 092 | 1 545 | 1 763 | 3 732 | 5 197 | 6 727 | 7 455 |

| 1990  | 2000  | 2010  | - | - | - | - | - |
| ----- | ----- | ----- | - | - | - | - | - |
| 7 168 | 7 820 | 8 044 | - | - | - | - | - |

### Éducation
Bay Minette fait partie du système du Baldwin County Public Schools.
Parmi les lycées se trouve la Baldwin County High School et la North Baldwin Center for Technology. L'école du secondaire est la Bay Minette Middle School. L'école élémentaire est la Bay Minette Intermediate School. Enfin l'école maternelle qu'est la Bay Minette Elementary School.
Enfin, il y a la Faulkner State Community College dans le supérieur.

## Politique
Bay Minette a un maire et un conseil de ville composé de cinq membres qui sont élus dans les cinq districts.

## Culture et patrimoine
Dans la ville se trouve la Killcreas House et la First Baptist Church.

### Résidents notables
- Todd Grisham, annonceur sportif de la World Wrestling Entertainment et de la Fox Soccer Channel
- Joe M. Rodgers, ambassadeur des États-Unis en France
- Beverly Jo Scott, chanteuse belgo-américaine

## Source
- (en) Cet article est partiellement ou en totalité issu de l’article de Wikipédia en anglais intitulé « Bay Minette, Alabama » (voir la liste des auteurs).

1. ↑  « Various Historical Compilations about Baldwin County, Alabama », Baldwin County, Alabama, Baldwin County, AL, 2009 (consulté le 5 janvier 2010).
2. ↑  Weather.com et Yahoo! Météo.
3. ↑  FactFinder, United States Census Bureau.
4. ↑  « Statistiques des États-Unis - Profils des communautés de 2010 - Bay Minette » (consulté en septembre 2020)
5. ↑  « Baldwin County Public Schools », SchoolInSites.com, 2010 (consulté le 5 janvier 2010).
6. ↑  « Bay Minette Municipal Government », City of Bay Minette (consulté le 5 janvier 2010).